# Mercedes-Benz E 63 AMG
De Mercedes-Benz E 63 AMG is een sportieve en tevens de topversie van de Mercedes-Benz E-Klasse. De auto kwam in 2006 op de markt als vervanger van de Mercedes-Benz E 55 AMG.

## Eerste generatie W211 (2006-2009)
De auto kwam in 2006 op de markt op basis van de W211 en is voorzien van de 6,2-liter V8-motor die door huistuner AMG zelf is ontwikkeld. De motor is ook te vinden in andere modellen van Mercedes zoals de CL 63 AMG, S 63 AMG en C 63 AMG. In de E 63 AMG levert hij vermogen 514 pk bij 6.800 tpm en een koppel van 630 Nm bij 5.200 tpm, maar bij 2.000 tpm is al 500 Nm beschikbaar. De motor is vervaardigd uit aluminium en heeft dankzij zijn grote cilinderinhoud al vroeg veel trekkracht beschikbaar.
Het vermogen wordt via een 7-traps automatische versnellingsbak overgebracht op de achterwielen.
De E 63 AMG sedan sprint in 4,5 seconden naar de 100 km/u, de Combi doet deze sprint in 4,6 seconden. De topsnelheid is bij beide modellen standaard begrensd op 250 km/u.

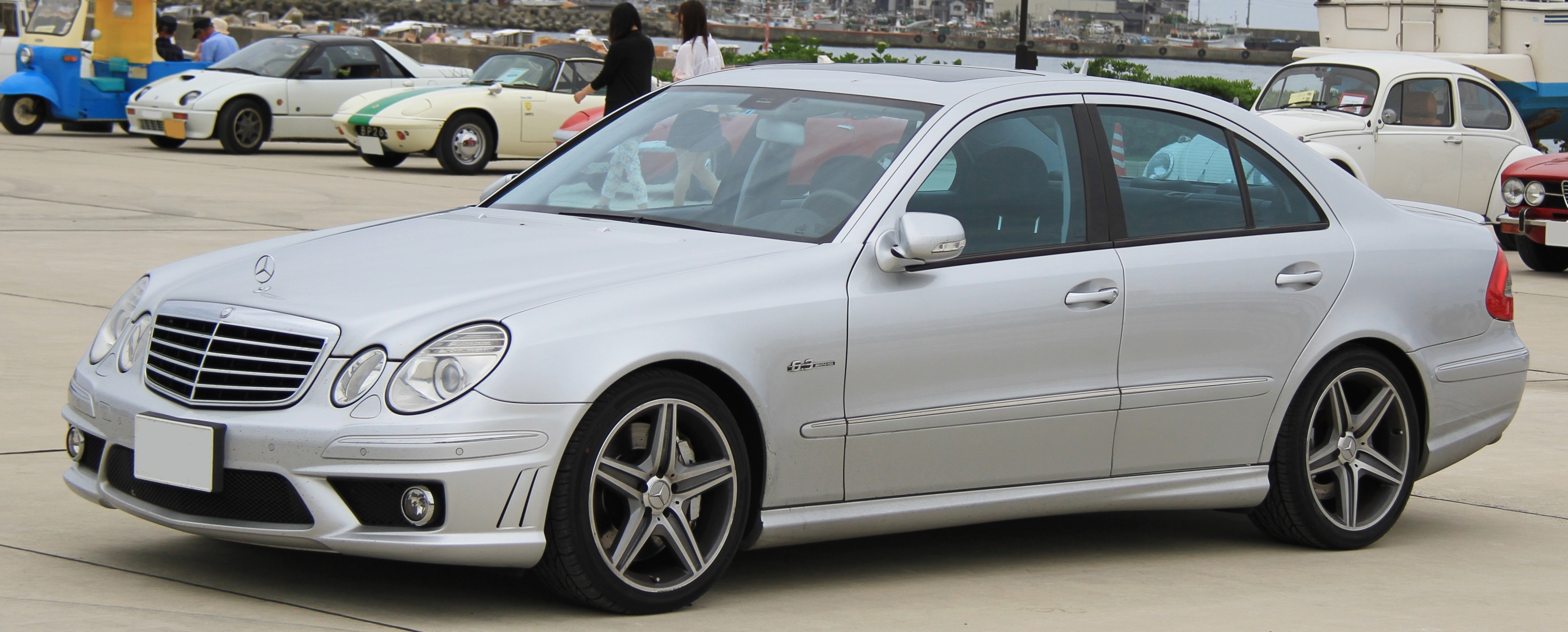
Mercedes-Benz E 63 AMG W211
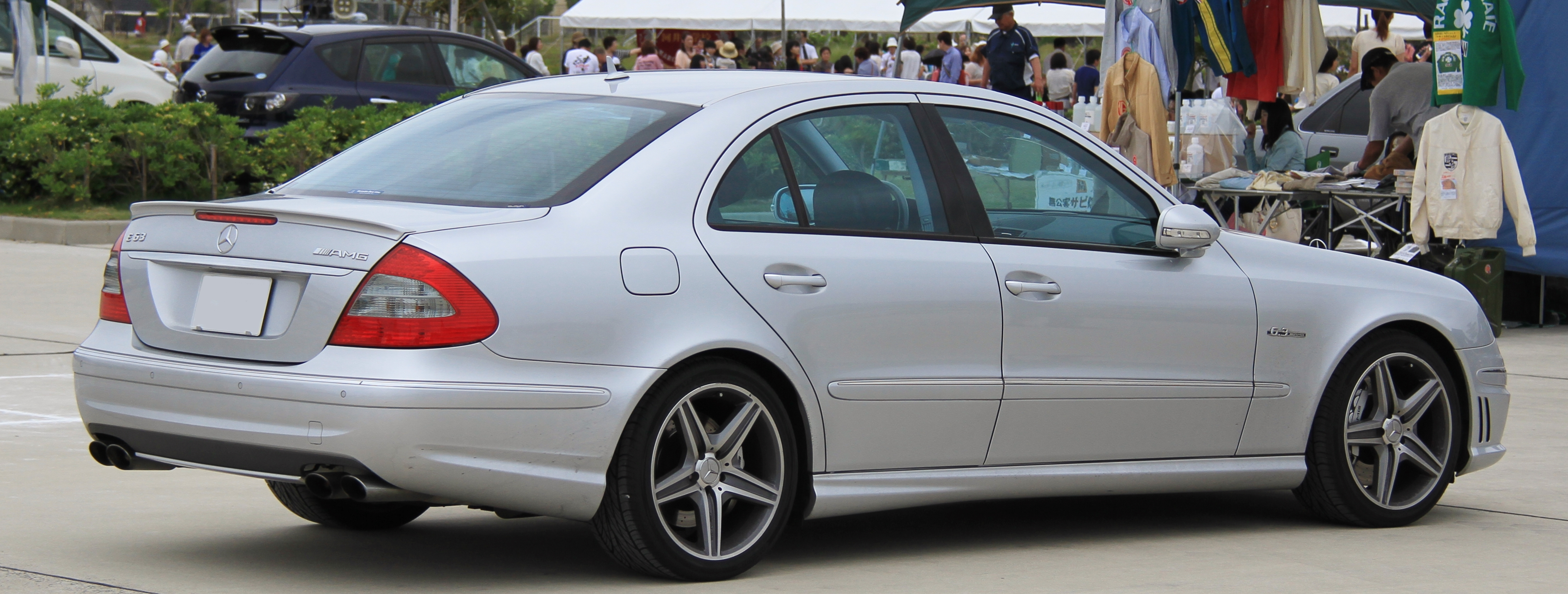
Mercedes-Benz E 63 AMG W211
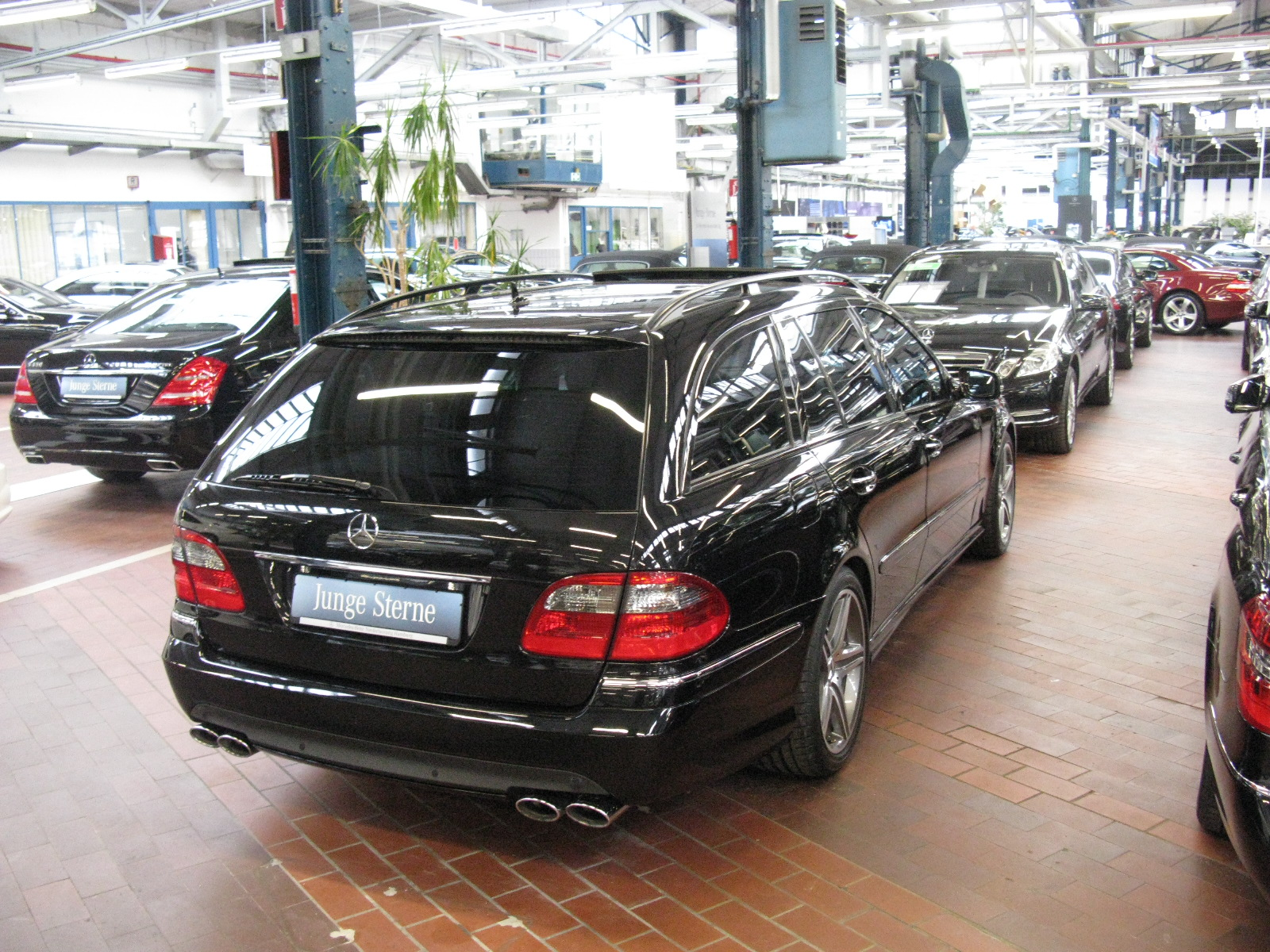
Mercedes-Benz E 63 T AMG W211

## Tweede generatie W212 (2009-2016)
De tweede generatie van de E 63 AMG kwam in 2009 als sedan op de markt op basis van het nieuwe W212 model. Hij verscheen iets later dan de sedan en werd op de New York International Auto Show aan het publiek voorgesteld. 
De 6,2-liter V8-motor heeft dezelfde specificaties als in de SL 63 AMG en levert een vermogen van 525 pk en een koppel van 630 Nm. Daarnaast claimt Mercedes dat het nieuwe model 12% zuiniger is dan de oude E 63 AMG.
Nieuw is de standaard AMG SPEEDSHIFT MCT 7-traps automaat die in plaats van een gebruikelijke koppelomvormer een compacte natte koppeling heeft waardoor de motor directer met de aandrijflijn is verbonden. Opmerkelijk is dat AMG op de vooras stalen veren heeft toegepast en op de achteras luchtvering. De stalen veren zorgen voor een directere en strakkere besturing.
De prestaties bleven gelijk aan die van het uitgaande model; de E 63 AMG sedan sprint in 4,5 seconden van 0 naar 100 km/u en heeft een begrensde topsnelheid van 250 km/u.

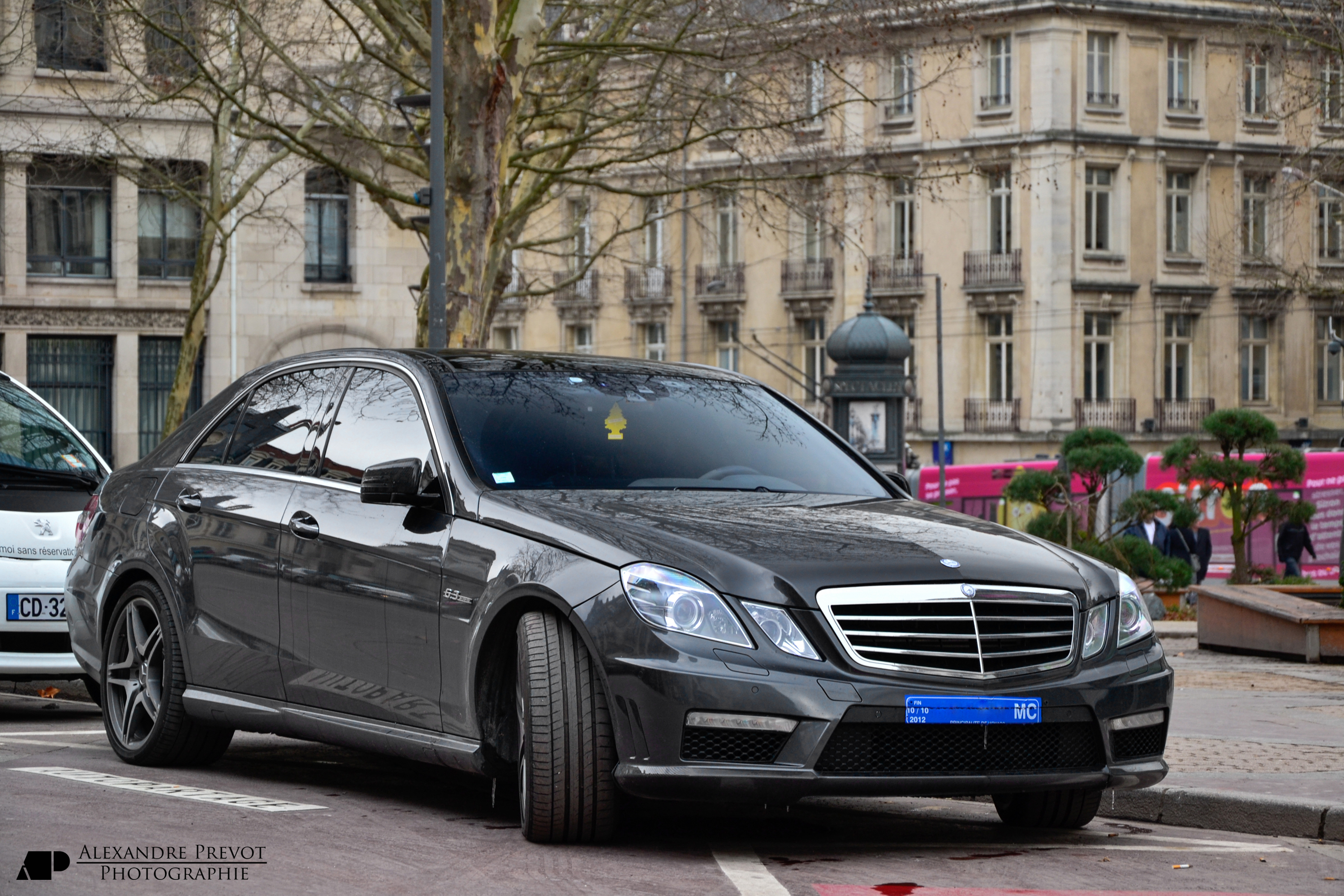
Mercedes-Benz E 63 AMG W212
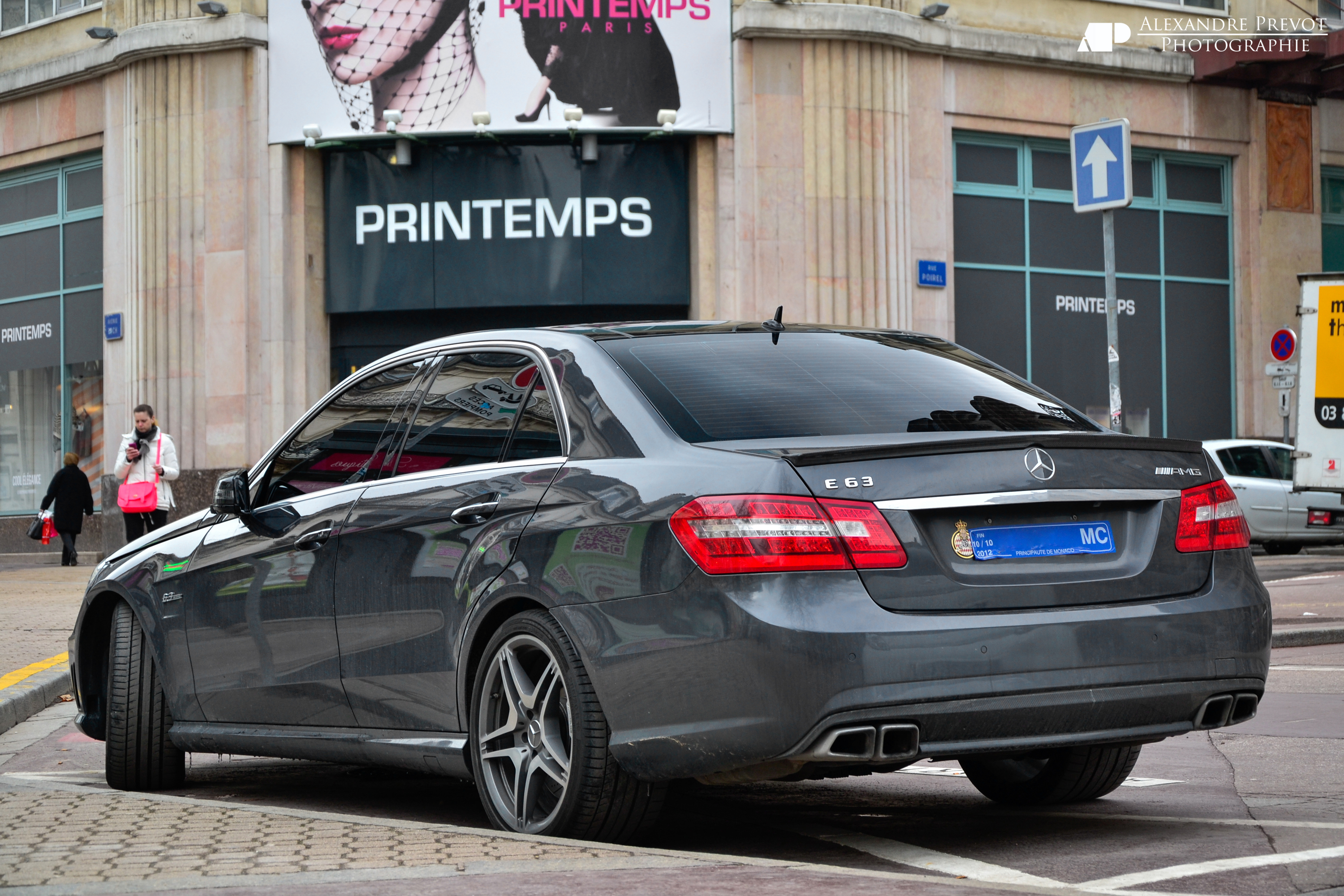
Mercedes-Benz E 63 AMG W212
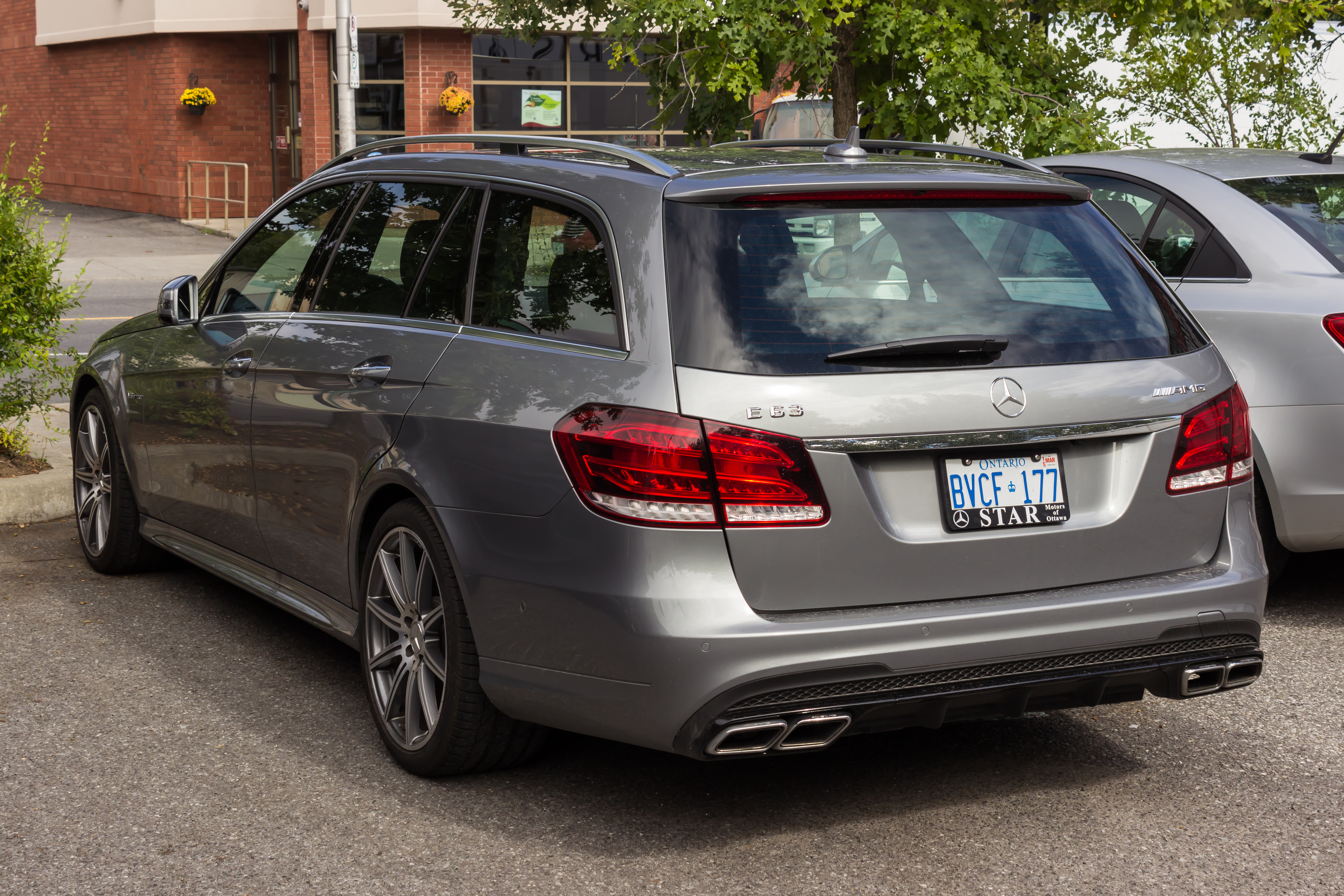
Mercedes-Benz E 63 T AMG W212

## Derde generatie W213 (2016-heden)

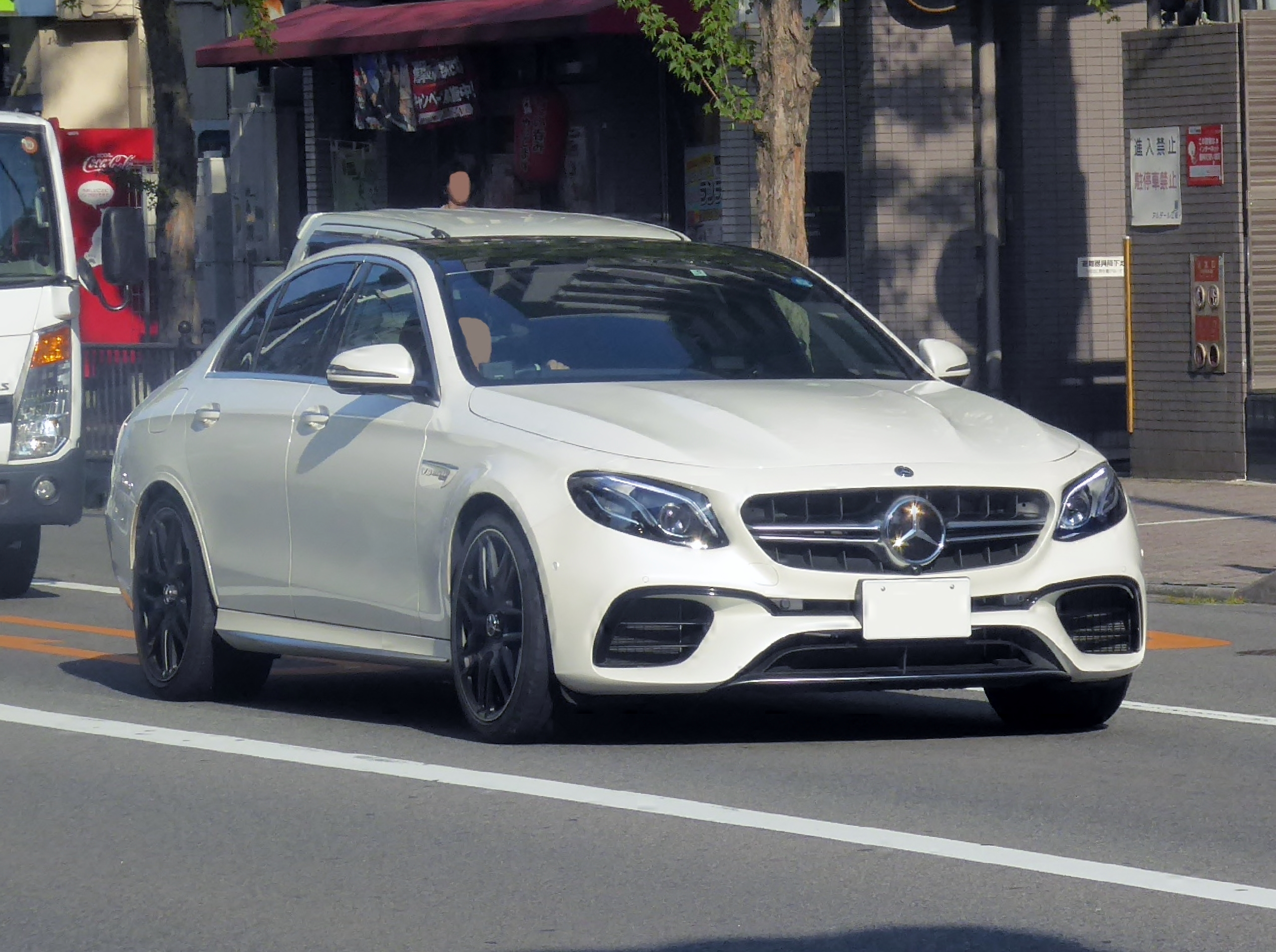
Mercedes-Benz AMG E63 S (W213)

De derde generatie Mercedes E 63 AMG werd in november 2016 gepresenteerd. Onder de motorkap ligt de AMG M177 twin-turbo 4,0-liter V8 in twee standen en met volledig variabele vierwielaandrijving. De standaard AMG E 63 heeft 420 kW (563 pk) en accelereert in 3,5 seconden van 0 naar 100 km/u. De AMG E 63 S heeft dezelfde motor maar met een hoger vermogen bij 450 kW (612 pk) en accelereert in 3,4 seconden van 0 naar 100 km/u. Beide versies zijn elektronisch begrensd op 250 km/u (155 mph), maar dit kan worden verhoogd tot 300 km/u met het AMG Driver's Package.

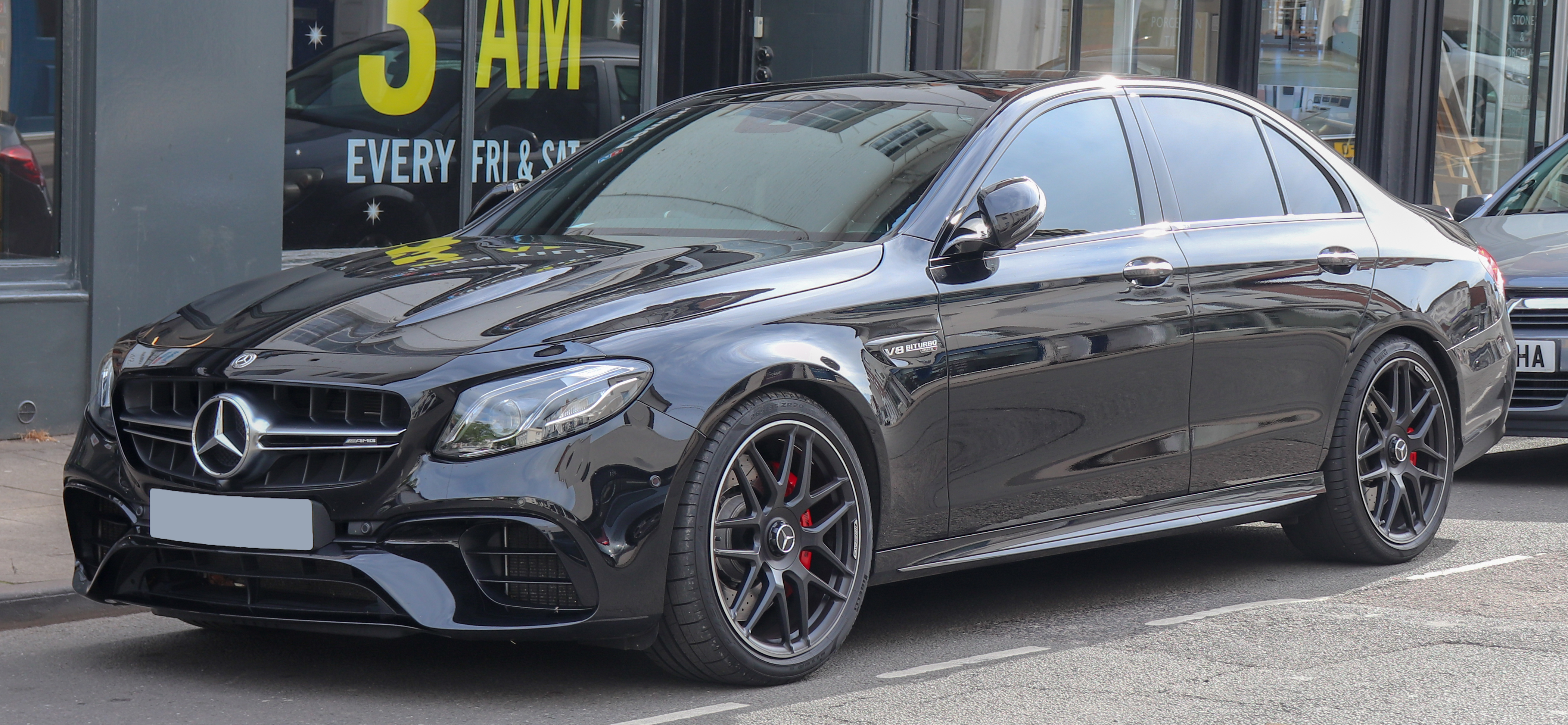
Mercedes-Benz E 63 S AMG W213
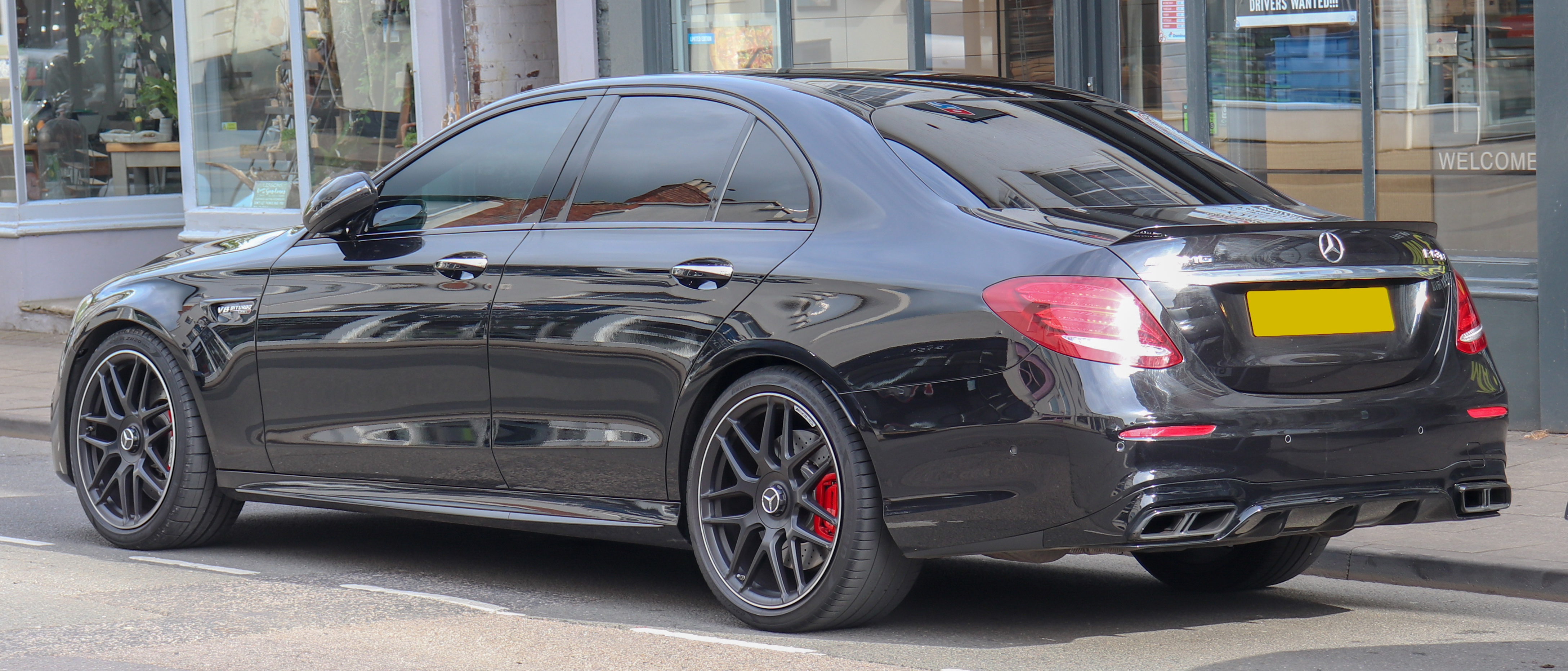
Mercedes-Benz E 63 S AMG W213
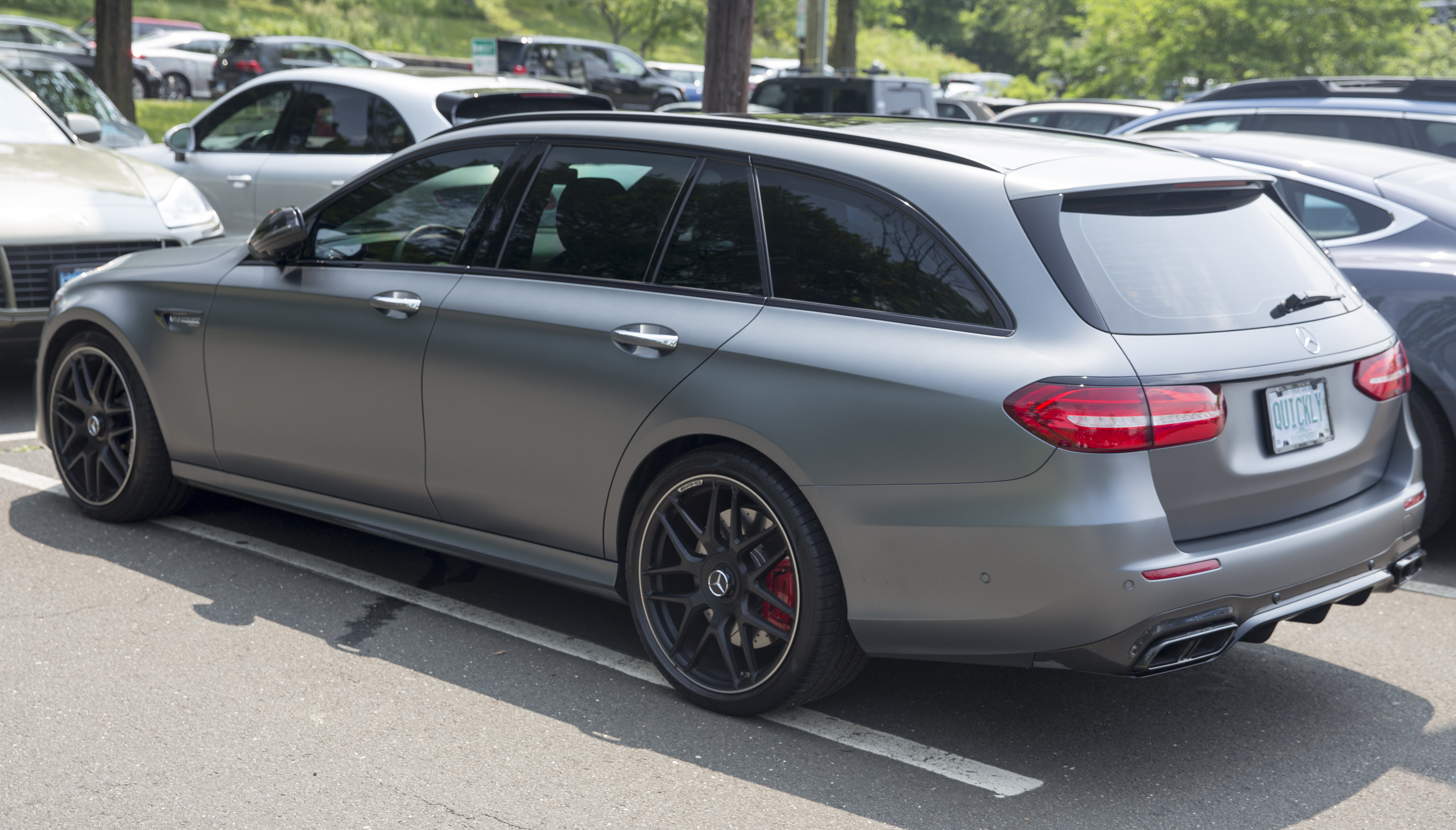
Mercedes-Benz E 63 S AMG Wagon W213